# Barcelona (singl)
"Barcelona" je singl britanskog rock pjevača sastava "Queen" Freddija Mercuryja i španjolske operne dive sopranistice Montserrat Caballé. Tekst su napisali Freddie Mercury i Mike Moran. Pjesma je objavljena na samostalnom albumu Freddija Mercuryja Barcelona iz 1988. godine.
Mercury je upoznao Montserrat Caballé u kolovozu 1986. godine tijekom nastupa sastava "Queen" u Španjolskoj. Susreli su se u hotelu "Ritz" u Barceloni. Mercury je odsvirao i otpjevao svoju pjesmu "Exercises in Free Love". Caballé se jako svidjela pjesma, te je pratila Mercuryja dok je pjevao i svirao. Tako se rodila ideja da napiše pjesmu koja bi predstavljala njen rodni grad Barcelonu, koja će biti domaćin XXV. Olimpijskih igara 1992. godine.
Na prijelazu iz 1986. u 1987. godinu Mercury je saznao da boluje od SIDE i zbog toga je potpuno zaboravio na pjesmu. Kada ga je Montserrat podsjetila na ideju Mercury i Moran su napisali pjesmu koju su Freddie Mercury i Montserrat Caballé snimili u Londonu u mjesecu travnju 1987. godine. 8. listopada 1987. godine Mercury i Caballé nastupili su na festivalu "La Nit" u Barceloni, koji je bio početak pred olimpijskog razdoblja. Freddie je tada, zbog straha da nešto ne pođe po zlu u posljednji trenutak odlučio pjesmu otpjevati na "playback".
Taj koncert je jedan od posljednjih Mercuryjevih nastupa uživo.
Za pjesmu su snimljena dva glazbena spota. Pjesma nažalost nije doživjela uživo izvedbu na službenom otvorenju XXV. Olimpijskih igara u Barceloni 1992., jer je Mercury preminuo nekoliko mjeseci prije. Stoga je Montserrat Caballé, shrvana njegovom smrću, odbila otpjevati pjesmu s bilo kojim drugim izvođačem. 
Pjesma je objavljena je na kompilacijama "The Freddie Mercury Album" i "Greatest Hits III".

## Vanjske poveznice
Tekst pjesme Barcelona  Arhivirana inačica izvorne stranice od 15. travnja 2009. (Wayback Machine)